# 勃朗峰省
勃朗峰省（法語：Département du Mont-Blanc）是一个法国历史上的一个省份，对应今法国萨瓦省与上萨瓦省，以划定了法国与皮埃蒙特之间边界的西欧最高峰勃朗峰命名，省会尚贝里。该省份成立于1792年，时值薩伏依地区（属于薩丁尼亞王國）被法国占领。 
1812年，该省人口为300239，面积为6404.27平方千米。 
拿破仑在滑铁卢战败后，该省份被废除并回归薩丁尼亞王國。 